# Юлдашев, Владимир Лабибович
Владимир Лабибович Юлдашев (род. 21 сентября 1954, Бабынино, Бабынинский район, Калужская область, РСФСР, СССР) — психиатр, доктор медицинских наук (1997), профессор (1998), заслуженный врач Республики Башкортостан (2005), отличник здравоохранения Республики Башкортостан (2004), президент Ассоциации психиатров-наркологов РБ, председатель сертификационной комиссии по психиатрии и наркологии РБ, член аттестационной комиссии по психиатрии и наркологии, член учебно-методической комиссии при Минздраве РФ, член общественного Совета ФКСН по РБ. Научая деятельность посвящена изучению социально‑психологических, биологических факторов формирования девиантного поведения и зависимости от психоактивных веществ (алкоголизм, наркомания и токсикомания) у детей и подростков.

## Биография
Юлдашев Владимир Лабибович родился 21 сентября 1954 года в пос. Бабынино Калужской области.
В 1978 году окончил Башкирский государственный медицинский институт. Во время учёбы активно участвовал в общественной жизни, в студенческих строительных отрядах.
С 1978 по 1980 год обучался в клинической ординатуре при кафедре психиатрии БГМИ, после окончания которой работал врачом-ординатором в Башкирской республиканской психиатрической больнице. После окончания ординатуры работает врачом-ординатором в Башкирской республиканской психиатрической больнице.
С 1981 года работает в Башкирском государственном медицинском институте на кафедре психиатрии.
С 1995 года — заведующий кафедрой, с 2002 года — работу заведующего кафедрой совмещает с деятельностью проректора по воспитательной и социальной работе со студентами.

## Научная деятельность
Им разработаны меры профилактики наркологической зависимости и реабилитации несовершеннолетних пациентов.
Автором более 400 статей, монографий, научно-методических пособий и 7 изобретений.